# ارتجاع (علوم سیاسی)

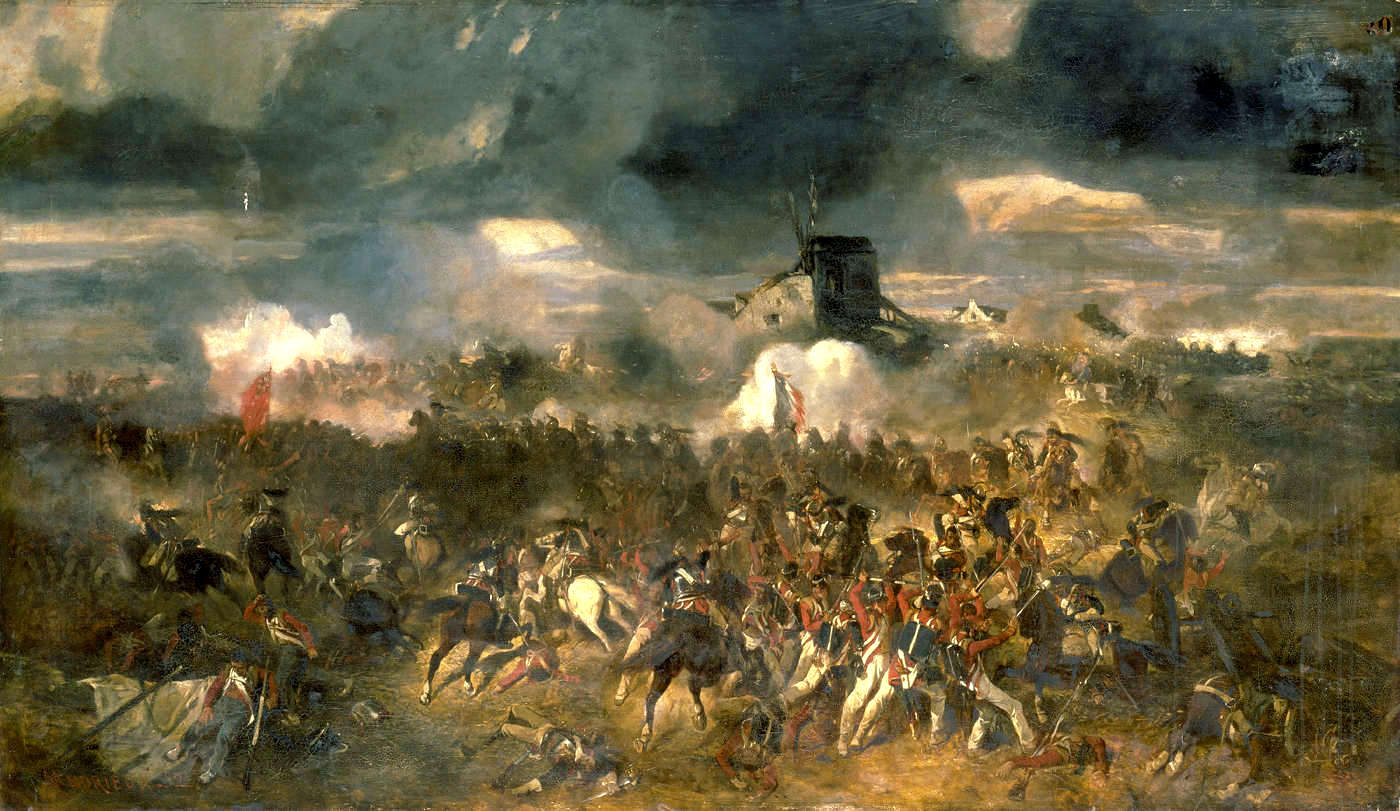
کلمان آگوست آندریو: «نبرد واترلو». ۱۸ ژوئن ۱۸۱۵، ۱۸۵۲

ارتجاع، واپس‌گرایی، در معنی لغتی به معنای «بازگشت» است و در مفهوم سیاسی به معنای مخالفت با پیشرفت و تحول در بنیادهای اجتماعی، اقتصادی، سیاسی یا روابط اجتماعی، اقتصادی، سیاسی موجود می‌باشد. همچنین خواهان «خنثی شدن» این‌گونه تحولات و «بازگشت به گذشته» نیز ارتجاع نامیده می‌شود.
ارتجاع از ریشه «ر ج ع» و در لغت به معنای بازگشت و بازگردانیدن به وضعیت پیشین و گاه به معنای تبدیل چیزی از کار افتاده و کهنه به چیزی جدید و کارآمد است. این واژه در اصطلاحی نو در حوزه علوم اجتماعی، به هرگونه دفاع از وضعیت موجود حاکم و نظام گذشته و رو به زوال یا مخالفت با تغییرات اجتماعی، سیاسی و اقتصادی گفته شده، افزون بر امور فردی و مادّی، گاه در امور اجتماعی و عرصه اندیشه نیز به منظور، احیای سنّت‌های قدیم و منسوخ طرح می‌شود.
در هر جامعه ارتجاع و ترقی‌خواهی مفاهیمی نسبی هستند و به درجه پیشرفت و مرحله تاریخی آن جامعه بستگی دارند. نیروهای مترقی یک جامعه می‌تواند در جامعه‌ای دیگر محافظه‌کار یا ارتجاعی محسوب شود.
مرتجع به کسی می‌گویند که روش خصمانه‌ای با تغییر وضع موجود داشته باشد یا برای دوباره زنده کردن نظام قدیمی یا افکار قدیمی کوشش نماید. البته باید در مورد این اصطلاح دقت به خرج داد که ارتجاع متضمن معنائی قبیح یا تابو نیست بلکه چه بسا نظام سنتی یا قدیمی در یک جامعه بسیار بهتر و مفیدتر یا مناسبتر از نظام موجود باشد از این رو نگاه به این اصطلاح با سویه‌گیری نباید به صورت پیش فرض نا مناسب بودن باشد.